# Michiko Kakutani

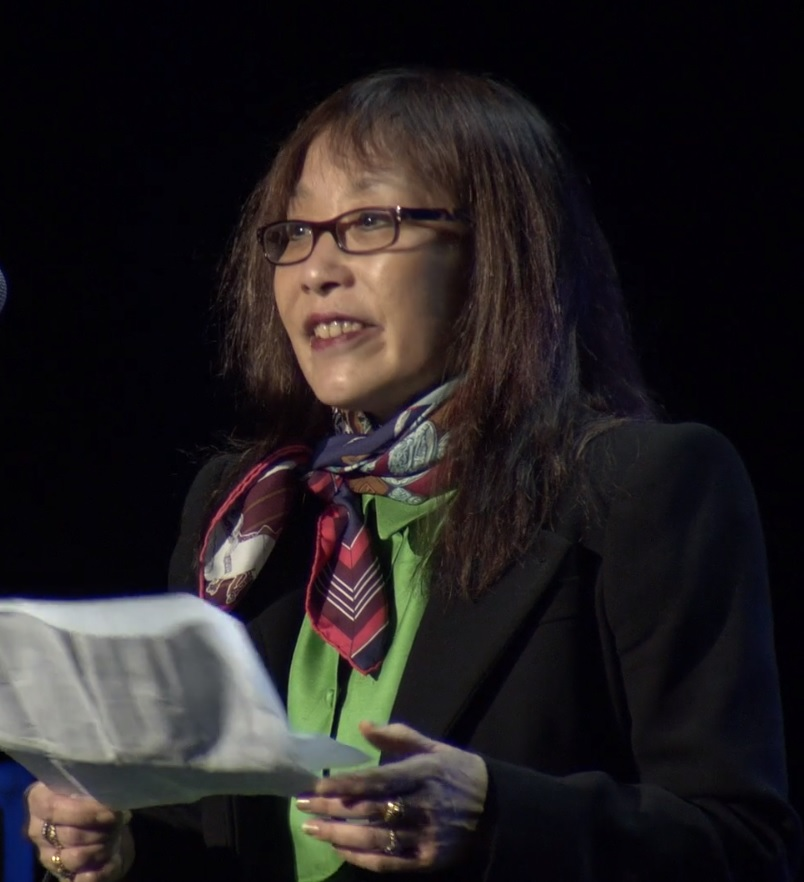
Michiko Kakutani

Michiko Kakutani (geboren am 9. Januar 1955 in New Haven, Connecticut) ist eine amerikanische Publizistin und Literaturkritikerin. Als Hauptrezensentin der New York Times zählte sie bis 2017 zu den einflussreichsten, zugleich aber auch umstrittensten Literaturkritikern der USA.
Kakutani wurde 1955 als Tochter des japanisch-amerikanischen Mathematikers Shizuo Kakutani geboren. Sie studierte englische Literatur und Sprache an der Yale University und begann nach ihrem B.A. 1976 als Journalistin bei der Washington Post, wechselte dann zum TIME Magazine und schließlich 1979 zur New York Times. 1983 wechselte sie vom Nachrichten- ins Literaturressort und erwarb sich seither mit zahlreichen Verrissen einen Ruf als gefürchtetste Literaturkritikerin des Landes; 1988 gewann sie den Pulitzer-Preis in der Kategorie Kritik. Kakutani hält sich über ihr Privatleben sehr bedeckt und meidet öffentliche Veranstaltungen; nur einige wenige Fotos von ihr kursieren in Presse und Internet. Ihre Zurückgezogenheit und ihre gefürchteten Kritiken haben mittlerweile dazu geführt, dass ihr Name auch in der Populärkultur ein fester Begriff ist; so veröffentlichte die Protagonistin Carrie Bradshaw in einer Episode von Sex and the City ein Buch und harrte dann ehrfurchtsvoll der Kritik Kakutanis.
Kakutani wird eine ausgesprochen rigide kritische Haltung nachgesagt; ein Buch wird von ihr zumeist entweder verrissen oder aber in den höchsten Tönen gelobt; Zwischentöne sind selten. So hat sie sich im Laufe der Jahre unter amerikanischen Schriftstellern, aber auch unter Literaturkritikern anderer Zeitungen zahlreiche Feinde gemacht. Eine besonders innige Hassbeziehung pflegt sie zu Philip Roth, Norman Mailer und Tom Wolfe. Roth karikierte sie in der Figur der Dekanin Kimiko Kakizaki („der japanischen Viper“) in seinem Roman Sabbaths Theater. Salman Rushdie bezeichnete Kakutani einmal als eine „seltsame Frau, die abwechselnd ein dringendes Bedürfnis zu verspüren scheint, jemanden zu loben und jemandem den Hintern zu versohlen“. Mailer machte 2005 mit vielfach als rassistisch kritisierten Äußerungen in einem Interview mit dem Rolling Stone auf sich aufmerksam; er nannte Kakutani einen „Ein-Frau-Kamikazebomber“ und behauptete, die NYT habe sie nur als „Alibiasiatin“ angeheuert und sei heute aus reiner Angst vor Kakutani unfähig, sie wieder zu feuern.
Ende Juli 2017 gab Kakutani bekannt, dass sie ihre Arbeit als Literaturkritikerin aufgebe und „sich in Zukunft auf »längere Stücke über Politik und Kultur« konzentrieren“ wolle. Im Juli 2018 erschien ihr Buch The Death of Truth: Notes on Falsehood in the Age of Trump bei Tim Duggan Books, knapp ein Jahr später die deutsche Übersetzung bei Klett-Cotta. Laut Kritikerin Pieke Biermann nimmt das Buch Trump nur als Ausgangspunkt, ist aber eine erkenntnisfördernde Hintergrundanalyse, wie in den USA „Wahrheit und Vernunft zu bedrohten Arten“ wurden.

## Werke
- Der Tod der Wahrheit: Gedanken zur Kultur der Lüge. Aus dem Amerikanischen von Sebastian Vogel (original: The Death of Truth. Notes on Falsehood in the Age of Trump), Klett-Cotta 2019, 197 S., ISBN 978-3-608-96403-5.